# Вилерсберг (Охајо)
Вилерсберг (енгл. Wheelersburg) насељено је место без административног статуса у америчкој савезној држави Охајо.

## Демографија
По попису из 2010. године број становника је 6.437, што је 34 (-0,5%) становника мање него 2000. године.
| Група             | 2000.         | 2010.         |
| Белци             | 6.314 (97,6%) | 6.226 (96,7%) |
| Афроамериканци    | 18 (0,3%)     | 20 (0,3%)     |
| Азијати           | 9 (0,1%)      | 30 (0,5%)     |
| Хиспаноамериканци | 29 (0,4%)     | 58 (0,9%)     |
| Укупно            | 6.471         | 6.437         |